# Åsa Bjerkerot
Åsa Monica Sigurdsdotter Bjerkerot, född 12 maj 1959 i Bandhagen i Vantörs församling i Stockholm, är en svensk skådespelare, även verksam som röstskådespelare. Hon har bland annat varit Annikas röst i radioföljetongen Tordyveln flyger i skymningen och Mimmi Piggs svenska röst.

## Filmografi
- 1978 – Trälarna (TV-serie) (svensk röst, tre TV-filmer)

- 1976 - Tordyveln flyger i skymningen - radioföljetong där hon gestaltade Annikas röst.
- 1981 – Tuppen
- 1982 – Oldsmobile
- 1982 – Gräsänklingar
- 1983 – P&B
- 1983 – Lyckans ost
- 1984 – Två solkiga blondiner
- 1991 – Kalle Stropp och Grodan Boll på svindlande äventyr (röst)
- 1995 – Pingvinen och lyckostenen (röst)
- 1997 – Flubber (röst)

### Fotnoter
1. ↑  ”Åsa Bjerkerot”. Svensk Filmdatabas. http://www.sfi.se/sv/svensk-filmdatabas/Item/?type=PERSON&itemid=83462&ref=%2ftemplates%2fSwedishFilmSearchResult.aspx%3fid%3d1225%26epslanguage%3dsv%26searchword%3d%C3%85sa+Bjerkerot%26type%3dPerson%26match%3dBegin%26page%3d1%26prom%3dFalse. Läst 23 juli 2012.